# Leeds allmänna sjukhus

Leeds allmänna sjukhus (en. Leeds General Infirmary) uppfördes mellan 1863 och 1869. Det har därefter blivit tillbyggts i flera omgångar, bland annat 1891-1892. Bland avdelningar och byggnader som tillkommit genom åren finns Wellcome Trust Block (1961), Kind Edward Memorial Wing (1913) och Brotherton Wing (1940). Sjukhuset föregicks av ett annat sjukhus, byggt 1771.